# 自由號事件
自由号事件是以色列空軍对美国海军技术研究船（间谍船）、自由號（“Liberty”号AGTR-5 (6)）的袭击。
在六日战争期间的1967年6月8日，以空军4架噴射战斗机和以色列海军机动鱼雷艇组成的部隊對自由號發動了襲擊。这次由空海聯合發動的袭击造成了自由號34名船员（海军军官、士兵、两名海军陆战队员和一名美国国家安全局文職雇员）死亡，171名船员受伤，自由號也嚴重受損。当时，该船位于西奈半岛以北的国际水域，距埃及城市阿里什西北大約22.5海里（29.3英里 / 47.2公里）。
事後以色列就此次袭击事件道歉，称自由号技術研究船被在當時被飛行員误认为是埃及船只而遭到誤擊。 以色列和美国政府都进行了调查并发布了报告，得出的结论是，由于以色列对这艘船的身份做出了錯誤識別導致了這次誤襲。但也有部分人，包括經過這次袭击的幸存者，拒絕接受或認可这一结论，并坚称袭击是以色列方面故意的。
1968年5月，以色列政府向美國政府支付了332萬美元（相当于2023年的2912萬美元）用以赔偿在袭击中丧生的34名船員的家属。1969年3月，以色列又向襲擊事件中的傷員賠償了357萬美元（約為2022年的2963萬美元）。1980年12月，以色列政府同意支付600萬美元（約為2022年的2219萬美元）以作为對船舶物质损坏的最终賠償與這期間的利息。